# Perfezionismo liberale
Il perfezionsimo liberale è stato definito da Charles Larmore (1987) come la «famiglia di opinioni che basano i principi politici su "ideali che pretendono di plasmare la nostra concezione complessiva della vita buona, e non solo il nostro ruolo come cittadini"». Joseph Raz ha diffuso queste idee. Altri importanti teorici contemporanei del perfezionismo liberale sono George Sher e Steven Wall. Si possono anche trovare filoni di pensiero perfezionisti liberali negli scritti dei primi liberali come John Stuart Mill e T.H. Green.
Il perfezionismo liberale (o liberalismo perfezionista – la maggior parte degli autori, ancorché non tutti, usano questi termini come sinonimi) è la combinazione di due idee: perfezionismo e liberalismo. Ciò che rende perfezionista il liberalismo perfezionista è l'adesione a una teoria oggettiva della buona vita (o del benessere umano) e la convinzione che (a volte) sia compito dello stato promuovere la vita buona dei suoi cittadini o (se è accettata una teoria cosmopolitica della giustizia) promuovere la vita buona di tutti gli esseri umani. Ciò che rende liberale il liberalismo perfezionista è che, disgiuntamente o congiuntamente, sostiene una teoria della vita buona basata sul valore dell'autonomia personale, o formula una teoria della buona vita dalla quale vengono derivati i diritti liberali classici e/o il principio di neutralità dello stato (in modo contingente ma con riguardo a un'ampia gamma di mondi possibili "vicini").
Spesso il perfezionismo è associato al paternalismo. Se lo stato deve promuovere il benessere dei suoi cittadini – si ragiona – allora deve anche intervenire sulle azioni dei cittadini che non sono favorevoli al loro benessere. La maggior parte dei liberali perfezionisti cerca di evitare questa implicazione dimostrando che l'azione paternalistica dello stato è controproducente, cioè cercano di dimostrare che il modo migliore per lo stato di promuovere il benessere dei suoi cittadini è di limitare se stesso e lasciare che ogni individuo cerchi di realizzare da solo il proprio bene. Altri invece ammettono questa conseguenza a prima vista incompatibile con il liberalismo e riconoscono che il liberalismo perfezionista è compatibile con un certo grado di paternalismo. 
In filosofia politica è generalmente ammesso che i liberali perfezionisti derivano i principi della politica (che guidano l'azione politica e la progettazione delle istituzioni politiche) da una teoria della buona vita. Ciò che spesso non viene colto è che una teoria dell'azione politica non è derivabile solo da una teoria della buona vita. I principi possono essere derivati solo da altri principi. È quindi di fondamentale importanza che i perfezionisti liberali si impegnino non solo a favore di una teoria della vita buona, ma anche in una teoria della giustizia distributiva. L'utilitarismo, l'egualitarismo, il sufficientarismo e il prioritarismo sono i candidati standard quando si tratta dei principi della distribuzione.
Per Raz, al centro del suo liberalismo perfezionista ci sono l'autonomia e il pluralismo morale e l'approccio può essere contrapposto al liberalismo politico. Martha Nussbaum (2011) osserva che Larmore (1997) sostiene che «queste prospettive implicano ideali controversi della buona vita o della "natura ultima del bene umano"».
Per Nussbaum, il liberalismo perfezionista «è una specie del genere di concezioni liberali che potrebbero essere chiamate "liberalismi comprensivi"» in contrapposizione ai liberalismi "politici" o "pubblici". Tutti i liberalismi perfezionisti sono quindi comprensivi, mentre non tutti i liberalismi comprensivi sono perfezionisti. Un caso eminente di una teoria liberale comprensiva ma non perfezionista, è il libertarismo lockiano, che è costruito sull'ideale dell'auto-proprietà piuttosto che su una concezione della vita buona. Per Nussbaum «i liberalismi che basano i principi politici su una dottrina comprensiva della vita umana» coprono «non solo l'ambito politico ma anche quello della condotta umana in generale». Inoltre, essi si distinguono dal liberalismo non comprensivo (cioè dal liberalismo della ragione politica o pubblica) perché fondano i loro principi politici su una teoria del bene (o della vita buona), mentre il liberalismo non comprensivo assume una posizione che pretende di essere "neutrale" e compatibile con qualsiasi teoria (ragionevole) del bene (o della vita buona).